# سدریک ژوگوئه
سدریک ژوگوئه (انگلیسی: Cédric Djeugoué؛ زادهٔ ۲۸ اوت ۱۹۹۲) یک بازیکن فوتبال اهل کامرون است.
وی همچنین در تیم ملی فوتبال کامرون بازی کرده‌است.